# Pelidnota genieri
Pelidnota genieri är en skalbaggsart som beskrevs av Soula 2009. Pelidnota genieri ingår i släktet Pelidnota och familjen Rutelidae. Inga underarter finns listade i Catalogue of Life.